# 金子因之
金子 因之（かねこ よりゆき、1883年（明治16年）1月15日 - 1949年（昭和24年）7月25日）は、大日本帝国陸軍軍人。最終階級は陸軍少将。

## 経歴
1883年（明治16年）に愛媛県で生まれた。陸軍士官学校第15期、陸軍大学校第23期卒業。1926年（大正15年）3月2日に陸軍歩兵大佐進級と第6師団司令部附となり、熊本医科大学に配属された。1928年（昭和3年）5月には歩兵第61連隊長（第4師団・歩兵第32旅団）に転じた。
1931年（昭和6年）8月1日に陸軍少将進級と同時に澎湖島要塞司令官（台湾軍）に着任。1932年（昭和7年）5月に歩兵第10旅団長（第11師団）に転じ、1933年（昭和8年）3月18日に待命となり、3月31日に予備役に編入された。

## 栄典
勲章等
- 1940年（昭和15年）8月15日 - 紀元二千六百年祝典記念章[10]